# Jeronim Bazo
Jeronim Bazo (ur. w maju 1960 w Tiranie) – albański generał, od 8 listopada 2013 do stycznia 2017 szef sztabu generalnego Sił Zbrojnych Republiki Albanii.

## Życiorys
W 1985 ukończył studia na Akademii Wojskowej Skenderbej w Tiranie i otrzymał pierwszy stopień oficerski. Skierowany do jednostek liniowych początkowo dowodził plutonem, aby z czasem awansować na stanowisko zastępcy dowódcy batalionu i szefa wyszkolenia. Skierowany do ministerstwa obrony, został wysłany do Europejskiego Centrum Studiów nad Bezpieczeństwem im. George'a Marshalla. Po ukończeniu studiów w 1996 objął stanowisko oficera łącznikowego przy kwaterze głównej NATO, pełniąc służbę w Brukseli do 2000 roku. Po powrocie do kraju w latach 2002–2005 pełnił funkcję komendanta Akademii Wojskowej Skenderbej w Tiranie. W tym czasie zajął się problemem restrukturyzacji albańskich sił zbrojnych i dostosowania ich do standardów NATO. W listopadzie 2013 w stopniu generała majora objął stanowisko szefa sztabu generalnego Sił Zbrojnych Republiki Albanii.
Jest żonaty, ma dwoje dzieci.

## Awanse
- 1991: kapitan
- 1994: major
- 1995: podpułkownik
- 2006: pułkownik
- 2012: generał brygadier
- 2013: generał major